# Europejski Puchar Formuły Renault 2.0
| Europejski Puchar Formuły Renault 2.0 | Europejski Puchar Formuły Renault 2.0 |
| ------------------------------------- | ------------------------------------- |
| Kategoria                             | Wyścigi samochodowe                   |
| Region                                | Europa                                |
| Pierwszy sezon                        | 1991                                  |
| Samochód                              | Tatuus                                |
| Silniki                               | Renault                               |
| Mistrz kierowców                      | Victor Martins                        |
| Mistrz zespołów                       | ART Grand Prix                        |

Europejski Puchar Formuły Renault 2.0 (dawniej Europejski Puchar Formuły Renault, Europejska Formuła Renault) (ang. Eurocup Formula Renault 2.0) – europejskie mistrzostwa (puchar) organizowane w ramach programu Formuły Renault. Uznawane za przedsionek Formuły Renault 3.5 oraz Europejskiej Formuły 3.
Renault oferuje dla zwycięzcy nagrodę w wysokości 200.000 euro.

## Historia
Seria założona została w 1991 roku, jako "Rencontres Internationales de Formule Renault". Dwa lata później przemieniono ją na Formula Renault Eurocup. Nazwa ta utrzymywała się aż do sezonu 2000, kiedy to została lekko zmodyfikowana i widniała pod szyldem Formula Renault 2000 Eurocup (w 2003 r. wyjątkowo jako Formula Renault 2000 Masters). Od 2005 roku istnieje jako Formula Renault 2.0 Eurocup.

## Mistrzowie
| Rok  | Kierowca             | Narodowość        | Zespół                |
| ---- | -------------------- | ----------------- | --------------------- |
| 1991 | Jason Plato          | Wielka Brytania   | Duckhams Van Diemen   |
| 1992 | Pedro de la Rosa     | Hiszpania         | Racing for Spain      |
| 1993 | Olivier Couvreur     | Francja           | Synergie              |
| 1994 | James Matthews       | Wielka Brytania   | Manor Motorsport      |
| 1995 | Cyrille Sauvage      | Francja           | Mygale                |
| 1996 | Enrique Bernoldi     | Brazylia          | Tatuus JD Motorsport  |
| 1997 | Jeffrey van Hooydonk | Belgia            | Tatuus JD Motorsport  |
| 1998 | Bruno Besson         | Francja           | Tatuus JD Motorsport  |
| 1999 | Gianmaria Bruni      | Włochy            | JD Motorsport         |
| 2000 | Felipe Massa         | Brazylia          | JD Motorsport         |
| 2001 | Augusto Farfus       | Brazylia          | Prema Powerteam       |
| 2002 | Éric Salignon        | Francja           | Graff Racing          |
| 2003 | Esteban Guerrieri    | Argentyna         | JD Motorsport         |
| 2004 | Scott Speed          | Stany Zjednoczone | Motopark Academy      |
| 2005 | Kamui Kobayashi      | Japonia           | SG Formula            |
| 2006 | Filipe Albuquerque   | Portugalia        | JD Motorsport         |
| 2007 | Brendon Hartley      | Nowa Zelandia     | Epsilon Red Bull      |
| 2008 | Valtteri Bottas      | Finlandia         | SG Formula            |
| 2009 | Albert Costa         | Hiszpania         | Epsilon Euskadi       |
| 2010 | Kevin Korjus         | Estonia           | Tech 1 Racing         |
| 2011 | Robin Frijns         | Holandia          | Koiranen Motorsport   |
| 2012 | Stoffel Vandoorne    | Belgia            | Josef Kaufmann Racing |
| 2013 | Pierre Gasly         | Francja           | Tech 1 Racing         |
| 2014 | Nyck de Vries        | Holandia          | Koiranen GP           |
| 2015 | Jack Aitken          | Wielka Brytania   | Koiranen GP           |
| 2016 | Lando Norris         | Wielka Brytania   | Josef Kaufmann Racing |
| 2017 | Sacha Fenestraz      | Francja           | R-ace GP              |
| 2018 | Max Fewtrell         | Wielka Brytania   | R-ace GP              |
| 2019 | Oscar Piastri        | Wielka Brytania   | R-ace GP              |
| 2020 | Victor Martins       | Francja           | ART Grand Prix        |